# 신소정 (아이스하키 선수)
신소정(申素政, 1990년 3월 4일~)는 대한민국의 은퇴한 여자 아이스하키 선수로 현역 시절 포지션은 골텐더이다.
신소정은 어릴 적부터 이것 저것 안 해본 운동이 없는 아이였다. 유소년 선수를 모집한다는 소식을 듣고 찾아왔는데 또래 여자 아이들과는 비교가 안 될 정도로 운동 신경이 월등했다. 그렇게 신소정은 여덟 살 때 '과천위니아'라는 클럽 팀에서 아이스하키를 시작했다. 처음엔 플레이어였지만 1년 정도 지나 골텐더로 전향했다. 초등학교 4학년 때 처음 국가대표 선수들과 함께 훈련했고, 중학교 1학년 때인 2013년 12월 정식으로 대한민국 국가대표가 되었다. 2003년 아오모리 동계아시안게임에 출전한 국가대표팀을 그린 영화 '국가대표2'에서 배우 진지희가 연기한 중학생 국가대표 골리 '신소현'의 모델이 신소정이다.
초등학교와 중학교, 고등학교는 물론이며 대학 팀도 하나 없는 대한민국 여자 아이스하키의 열악한 환경이었지만 포기하지 않았다. 고3이던 2009년 아버지를 여의었지만 대학수학능력시험과 실기를 치르고 숙명여자대학교 체육교육과에 입학했다. 신소정은 “고3일 때 국가대표 경력 서류를 들고 (대입을 위해) 대학 여러 곳을 찾아다녔지만 인정해 준 대학이 없었다”며 “그때 아버지가 돌아가셔서 더욱 힘들었고, 운동을 그만둬야겠다는 생각도 했었다."고 그 당시를 회상하였다. 그러나 결국 그는 빙판을 떠나지 않았다.
2013년 아이스하키 유학을 위해 자신의 경기 영상을 직접 편집해 캐나다의 대학에 보내기도 했다. 결국 캐나다의 아이스하키 명문 팀 '세인트 프란시스 자비'가 소속된 대학에 입학했고 이 곳에서 주전 골텐더로 활약한다. 2016년엔 내셔널 우먼스 하키 리그(NWHL)의 '뉴욕 리베터스'에 입단했다. 대한민국 남녀 아이스하키 선수 통틀어 최초로 아이스하키 세계 톱 리그에 진출한 것이다.
미국에서 신소정의 연봉은 1만 3,500달러(약 1,500만 원)이다. 그는 국가대표팀에서도 월 100만 원 정도의 훈련비만 받으며 버텨왔다. 내셔널 우먼스 하키 리그의 평균 연봉은 1만 5,000달러 수준이지만 선수들 대부분은 기업의 후원을 받는다. 다행히 기업 후원이 없던 신소정의 사정을 알게 된 대한민국의 한 기업이 그의 미국 생활비 일체를 지원하기로 했다.
자신의 국가에서 열리는 2018년 동계 올림픽 아이스하키 여자에 남북 단일팀인 코리아 아이스하키 국가대표팀으로 뛰었으며, 2018년 세계 선수권 대회를 끝으로 은퇴하였다.